# Дивинский сельсовет (Брестская область)
Ди́винский сельсовет — административная единица в Кобринском районе Брестской области Республики Беларусь. 
В 2013 году в состав Дивинского совета была включена территория расформированного Осовского сельсовета. Согласно переписи населения 2019 года, в сельсовете проживало 4760 человек.

## Состав
По данным на 1 января 2021 года, Дивинский сельсовет включает 11 населённых пунктов:
| название   | тип         | домохозяйств | население |
| ---------- | ----------- | ------------ | --------- |
| Борисовка  | деревня     | 72           | 116       |
| Дивин      | агрогородок | 1307         | 3035      |
| Клетыще    | деревня     | 55           | 95        |
| Леликово   | деревня     | 240          | 586       |
| Липово     | деревня     | 16           | 17        |
| Ор         | хутор       | 2            | 5         |
| Ореховский | агрогородок | 337          | 984       |
| Оса        | агрогородок | 123          | 303       |
| Перелесье  | деревня     | 10           | 17        |
| Руховичи   | деревня     | 69           | 170       |
| Хабовичи   | деревня     | 231          | 597       |